# The One (singel Foo Fighters)
The One – singel amerykańskiego zespołu rockowego Foo Fighters, wydany 18 marca 2002. Utwór nigdy nie został wydany na płycie studyjnej grupy, ale umieszczono go na soundtracku do filmu Kwaśne pomarańcze oraz na stronie B singla „All My Life”.

## Lista utworów
1. „The One”
2. „Win Or Lose”
3. „The One” (Video CD ROM)

## Listy przebojów
| Lista przebojów (2002) | Pozycja |
| ---------------------- | ------- |
| ARIA Charts            | 21      |
| Modern Rock Tracks     | 14      |